# ニッポンシネマコーポレーション
株式会社ニッポンシネマコーポレーション（Nippon Cinema Corporation、1948年3月 - 1961年7月 合併）は、かつて存在した日本の映画会社である。略称はNCCである。1960年代後半に日本で配給業務を行ったニュー・シネマ・コーポレーション（NCC）とは別の企業である。

## 略歴・概要
1945年（昭和20年）8月15日の第二次世界大戦終了以降、日本でもアメリカ映画を中心とした連合国の映画が解禁になり、同社は、1948年（昭和23年）3月、その流れのなかで設立され、広く欧米の映画を日本に紹介した。
アメリカのインディペンデント映画会社であるリパブリック・ピクチャーズと共同で同社の映画を配給するほか、英国映画協会の日本事務所と組んでイギリス映画、イタリフィルムと組んでイタリア映画等を配給したほか、北欧映画、外映協（外国映画輸入配給協会）、日活、大映とも共同配給を行った。戦前に製作された作品も、さかのぼって初公開した。
同社の会長を務めた曾我正史は、戦前の映画監督・振津嵐峡としても知られ、戦後大映の専務取締役、1958年（昭和33年）には大映を退社し、日映を設立した人物である。また会長を歴任した加藤辰彌は外国映画輸入協会会長も務めた。
1957年（昭和32年）、ヘラルド映画が北欧映画と合併し、1960年（昭和35年）からはヘラルド映画とも共同配給を進めたが、1961年（昭和36年）7月、ヘラルド映画株式会社と合併して、日本ヘラルド映画株式会社（現在の角川映画）となり、消滅した。

## おもなフィルモグラフィ
製作年順、すべて配給

### 戦前・戦中作品
- 『群衆』 Meet John Doe : 監督フランク・キャプラ、1941年
- 『暗黒街の王者』 Lady from Lousisiana : 監督バーナード・ヴォルハウス、1941年 - 共同配給リパブリック日本支社
- 『硝煙の新天地』 War of the Wildcats : 1943年 - 共同配給リパブリック
- 『灰色の男』 The Man in Grey : 1943年 - 共同配給BCFC
- 『老兵は死なず』 The Life and Death of Colonel Blimp : 監督マイケル・パウエル / エメリック・プレスバーガー、1943年 - 共同配給英協
- 『暁の雷撃戦』 Western Approaches : 1944年 - 共同配給BCFC
- 『シャイアンの対決』 Cheyenne Wildcats : 1944年 - 共同配給リパブリック
- 『愛の物語』 Love Story : 1944年 - 共同配給
- 『都会の旋律』 Otte akkorder : 1945年
- 『陽気な幽霊』 Blithe Spirit : 監督デヴィッド・リーン、1945年 - 共同配給英協
- 『ウォタルー街』 Waterloo Road : 1945年 - 共同配給BCFC
- 『大空に散る恋』 I Live in Grosvenor Square : 1945年 - 共同配給BCFC
- 『妖婦』 The Wicked Lady : 1945年 - 共同配給BCFC
- 『運命の女』 Las abandonadas : 監督エミリオ・フェルナンデス、1945年

### 1940年代
- 『深夜のランデヴー』 Möte i natten : 監督ハッセ・エクマン、1946年 - 共同配給北欧映画社
- 『悲愁』 Piccadilly Incident : 1946年 - 共同配給BCFC
- 『天国への階段』 A Matter of Life and Death : 監督マイケル・パウエル / エメリック・プレスバーガー、1946年 - 共同配給BCFC
- 『ベデリア』 Bedelia : 1946年 - 共同配給BCFC
- 『黒水仙』 Black Narcissus : 監督マイケル・パウエル / エメリック・プレスバーガー、1947年 - 共同配給英国映画協会
- 『ブッシュ・クリスマス』Bush Christmas 1947年 - 共同配給英国映画協会
- 『狂乱の狼火』 Hungry Hill 1947年 - 共同配給英国映画協会
- 『赤い百合』 Jassy : 1947年 - 共同配給英国映画協会
- 『悪名高きテキサス人』 The Fabulous Texan : 監督エドワード・ルドウィグ、1947年 - 共同配給リパブリック
- 『邪魔者は殺せ』 Odd Man Out : 監督キャロル・リード、1947年 - 共同配給英協
- 『情炎』 Blanche Fury : 1947年 - 共同配給英協
- 『サーカス・ボーイ』、監督セシル・マスク、1947年 - 共同配給英国映画協会
- 『南極のスコット』 Scott of the Antarctic : 1948年 - 共同配給BCFC
- 『脱走兵』 Silent Dust : 1948年 - 共同配給BCFC
- 『暴れ者』 Kiss the Blood Off My Hands : 1948年 - 共同配給リパブリック
- 『マクベス』 Macbeth(1948) : 1948年 - 共同配給リパブリック日本支社
- 『赤い靴』 The Red Shoes : 1948年 - 共同配給BCFC
- 『オリヴァ・ツイスト』 Oliver Twist : 1948年 - 共同配給BCFC
- 『魔の山』 The Glass Mountain : 1948年 - 共同配給BCFC
- 『黒い骰子』 Black Dice : 1948年 - 共同配給BCFC
- 『スペードの女王』 The Queen of Spades : 1948年 - 共同配給BCFC
- 『リトル・バレリイナ』 The Little Ballerina : 1948年 - 共同配給英国映画協会
- 『舞姫夫人』 The Gay Lady : 1948年 - 共同配給英国映画協会
- 『西部の掠奪者』 The Plunderers : 1948年 - 共同配給リパブリック日本支社
- 『灼熱の決闘』 Chandralekha : 1948年
- 『タンゴの歴史』 La Historia del Tango : 1949年
- 『硫黄島の砂』 Sands of Iwo Jima : 1949年 - 共同配給リパブリック
- 『情熱の友』 The Passionate Friends : 監督デヴィッド・リーン、1949年 - 共同配給BCFC
- 『三十六時間』 The Lost People : 1949年 - 共同配給英協
- 『死せる恋人に捧ぐる悲歌』 Saraband for Dead Lovers : 監督バジル・ディアデン、1949年 - 共同配給英国映画協会
- 『地獄の銃火』 Hellfire : 1949年 - 共同配給リパブリック日本支社
- 『コロンブスの探検』 Christopher Columbus : 1949年 - 共同配給英国映画協会

### 1950年代
- 『リオ・グランデの砦』 Rio Grande(1950) : 監督ジョン・フォード、1950年
- 『パンドラ』 Pandora and the Flying Dutchman : 1950年
- 『輪舞』 La Ronde : 監督マックス・オフュルス、1950年 - 共同配給新外映
- 『大荒原』 Bitter Springs : 1950年 - 共同配給英協
- 『砂漠の悪魔』 The Adventures : 監督デイヴィッド・マクドナルド、1950年 - 共同配給英協
- 『追憶の調べ』 Wherever She Goes : 1950年 - 共同配給BCFC
- 『奇蹟は一度しか起こらない』 Les Miracles n'ont lieu qu'une fois : 監督イヴ・アレグレ、1950年 - 共同配給イタリフィルム
- 『怪船シー・ホーネット』 The Sea Hornet : 1951年
- 『波止場の弾痕』 Pool of London : 1951年
- 『反逆』 High Treason : 監督ロイ・ブールティング、1951年 - 共同配給BCFC
- 『アフリカの女王』 The African Queen : 監督ジョン・ヒューストン、1951年 - 共同配給BCFC
- 『やぶにらみの暴君』 La Bergere et le Ramoneur : 1951年 - 共同配給ユニオン
- 『銀の靴』 Happy Go Lovely : 1951年 - 共同配給英協
- 『肉体の冠』 Casque d'Or : 監督ジャック・ベッケル、1951年 - 共同配給新外映
- 『青髯』 Barbe Bleue : 1951年; - 共同配給新外映
- 『地獄の砦』 Oh! Susanna : 監督ジョセフ・ケイン、1951年 - 共同配給リパブリック日本支社
- 『禁断の木の実』 Le Fruit defendu : 1952年
- 『雪は汚れていた』 La Neige etait sale : 1952年 - 共同配給北欧映画
- 『赤い風車』 Moulin Rouge : 1952年 - 共同配給BCFC
- 『かくて我が恋は終りぬ』 So Little Time : 1952年 - 共同配給BCFC
- 『封鎖作戦』 Gift Horse : 1952年 - 共同配給BCFC
- 『砂漠の決闘』 South of Algiers : 1952年 - 共同配給BCFC
- 『哀愁のモンテカルロ』 24 Hours of A Woman's Life : 1952年 - 共同配給BCFC
- 『アリゾナの勇者』 Toughest Man in Arizona : 1952年 - 共同配給リパブリック
- 『汽車を見送る男』 The Man Who Watched Trains Go By : 1953年 - 共同配給BCFC
- 『緑の魔境』 Green Magic Magia Verde : 1953年 - 共同配給エイショウ・トレイディング・カンパニー
- 『嵐に叛く女』 Laughing Anne : 1953年 - 共同配給リパブリック日本支社
- 『女の戦場』 Fight Nurse : 監督アラン・ドワン、1953年 - 共同配給リパブリック日本支社
- 『太陽は光り輝く』 The Sun Shines Bright : 1953年 - 共同配給リパブリック日本支社
- 『マルタ島攻防戦』 Malta Story : 1953年 - 共同配給BCFC
- 『怒りの海』 The Cruel Sea : 1953年 - 共同配給BCFC
- 『ジェット機M7号』 The Net : 監督アンソニー・アスキス、1953年 - 共同配給BCFC
- 『パンと恋と夢』 Pane Amore e Fantasia : 1953年 - 共同配給イタリフィルム
- 『わたしの罪ではない』 Il Mondo le Condanna : 1953年 - 共同配給ジェネラルフィルム
- 『私刑される女』 Woman They Almost Lynched : 1953年 - 共同配給リパブリック日本支社
- 『闘う沿岸警備隊』 Sea of Lost Ships : 監督ジョセフ・ケイン、1953年 - 共同配給リパブリック日本支社
- 『眠りなき街』 City That Never Sleep : 1953年 - 共同配給リパブリック日本支社
- 『ノーマンのデパート騒動』 Trouble in Store : 1953年 - 共同配給BCFC
- 『女王戴冠』 A Queen is Crowned : 1953年 - 共同配給BCFC
- 『レッド・リバー』 The Siege at Red River : 1954年
- 『裸のアマゾン』 Naked Amazon : 1954年 - NCC貿易名義
- 『最後の橋』 Die Letzte Brucke : 1954年 - 共同配給北欧映画
- 『ロミオとジュリエット』 Romeo and Juliet : 1954年 - 共同配給BCFC
- 『ユリシーズ』 Ulisse : 1954年 - 共同配給イタリフィルム
- 『大砂塵』 Johnny Guitar : 1954年 - 共同配給リパブリック日本支社
- 『コロラドの急襲』 The Fortune Hunter : 1954年 - 共同配給リパブリック日本支社
- 『道』 La Strada : 1954年 - 共同配給イタリフィルム
- 『夏の嵐』 Senso : 1954年 - 共同配給イタリフィルム
- 『秘境ザンジバー』 West of Zanzibar : 1954年 - 共同配給BCFC
- 『マオリ族の怒り』 The Seekers : 1954年 - 共同配給BCFC
- 『ナポリの饗宴』 Carosello Napoletano : 監督エットーレ・ジャンニーニ、1954年 - 共同配給イタリフィルム
- 『ローマの女』 La Romana : 1954年 - 共同配給イタリフィルム
- 『戦車を駆る女王 テオドラ』 Teodora : 1954年 - 共同配給イタリフィルム
- 『大いなる希望』 La Grande Speranza : 監督ドゥイリオ・コレッティ、1954年 - 共同配給イタリフィルム
- 『カチューシャ物語』 Anferstehuug : 監督レナート・カステラーニ、1958年
- 『テキサス街道』 Jubilee Trail : 監督ジョセフ・ケイン、1954年 - 共同配給リパブリック日本支社
- 『高校三年』 Terza Liceo : 監督ルチアーノ・エンメル、1954年 - 共同配給イタリフィルム
- 『暗黒街脱出』 The Shanghai Story : 監督フランク・ロイド、1954年 - 共同配給リパブリック日本支社
- 『灼熱の勇者』 The Magnificent Matador : 監督バッド・ベティカー、1955年 - 共同配給エイショウ・トレイディング・カンパニー
- 『悪の塔』 La Tour De Nesle : 監督アベル・ガンス、1955年 - 共同配給北欧映画
- 『レイテ沖海空戦 永遠の海原』 The Eternal Sea : 監督ジョン・H・オーア、1955年 - 共同配給リパブリック日本支社
- 『白昼の対決』 A Man Alone : 監督レイ・ミランド、1955年 - 共同配給リパブリック
- 『サンタフェへの道』 Santa Fe Passage : 1955年 - 共同配給リパブリック日本支社
- 『巴里野郎』 Paris-Canaille : 1955年 - 共同配給ユニオン
- 『ザンザブク』 Zanzabuku : 1955年 - 共同配給リパブリック
- 『愛の交響楽』 Sinfonia D'Amore : 1955年 - 共同配給イタリフィルム
- 『野性地帯』 Timberjack : 監督ジョセフ・ケイン、1955年 - 共同配給リパブリック日本支社
- 『デンヴァーの狼』 The Road to Denver : 1955年 - 共同配給リパブリック
- 『硝煙のユタ荒原』 The Vanishing American : 1955年 - 共同配給リパブリック
- 『地下水道』 Kanal : 1956年 - 共同配給日活
- 『この神聖なお転婆娘』 Cette Sacree Gamine : 1956年
- 『侵略者』 Attira : 監督ピエトロ・フランシスキ、1956年 - 共同配給イタリフィルム
- 『銀盤のリズム』 Symphonie in Gold : 1956年
- 『他国者は殺せ』 Goubbiah : 1956年 - 共同配給ユニオン
- 『烙印なき男』 The Marverick Queen : 1956年 - 共同配給リパブリック
- 『地獄の分れ道』 Hell's Crossroad : 1956年 - 共同配給リパブリック
- 『早射ち二連銃』 Thunder over Arizona : 1956年 - 共同配給リパブリック
- 『鉄道員』 Il Ferroviere : 監督ピエトロ・ジェルミ、1956年 - 共同配給イタリフィルム
- 『恋愛時代』 Giorni d'amore : 監督ジュゼッペ・デ・サンティス、1956年 - 共同配給イタリフィルム
- 『暗黒街は俺のものだ』 Il Mondo Sera' Nostro : 1956年 - 共同配給大映
- 『争斗の丘』 Dakota Incident : 監督ルイス・R・フォスター、1956年
- 『リスボン』 Lisbon : 監督レイ・ミランド、1956年 - 共同配給リパブリック
- 『密林の豹人』 Jaguar : 1956年 - 共同配給リパブリック
- 『戦う太鼓』 Daniel Boone Trail Blazer : 1956年 - 共同配給リパブリック
- 『最後の駅馬車』 Last Stagecoach West : 1957年
- 『赤い河の逆襲』 Pawnee : 監督ジョージ・ワグナー、1957年
- 『流血の機関銃』 Saranno Uomini : 監督シルヴァ・シアノ、1957年 - 共同配給東宝
- 『鍵穴』 Le Piege : 監督シャルル・ブラバン、1957年
- 『枯葉』 Rose Bernd : 1957年;  - 共同配給ユニオン
- 『朝な夕なに』 Immer wenn der Tag beginnt : 監督ヴォルフガング・リーベンアイナー、1957年 - 共同配給ユニオン
- 『大進軍』 Orlando ei Paladini di Francia : 1957年 - 共同配給エイショウ・トレイディング・カンパニー
- 『モンプチ わたしの可愛い人』 Monpti : 監督ヘルムート・コイトナー、1957年 - 共同配給ユニオン
- 『OSSと呼ばれる男』 O.S.S.117 n'est pas mort : 1957年 - 共同配給北欧映画
- 『白夜』 Le Notti Blanche : 1957年 - 共同配給イタリフィルム
- 『カビリアの夜』 Le Notti di Cabiria : 1957年 - 共同配給イタリフィルム
- 『芽ばえ』 Guendalina : 1957年 - 共同配給イタリフィルム
- 『鮫と小魚』 Haie und Kleine Fischc : 1957年 - 共同配給リパブリック
- 『カルタゴの女奴隷』 Le Schiave di Cartagine : 1957年 - 共同配給イタリフィルム
- 『最後の楽園』 L'Ultimo Paradiso : 監督フォルコ・クイリチ、1957年 - 共同配給イタリフィルム
- 『青銅の顔』 Visages de Bronze : 監督ベルナール・テザン、1957年
- 『掠奪者の群』 Raiders of Old California : 1957年 - 共同配給リパブリック
- 『裏切りの挑戦』 The Crooked Circle : 監督ジョセフ・ケイン、1957年 - 共同配給リパブリック
- 『赤い崖』 Kiss before Dying : 監督ゲルト・オズワルド、1958年
- 『脱獄十二時間』 12 Heures d'Horloge : 1958年
- 『鉄条網』 Taiga : 監督ヴォルフガング・リーベンアイナー、1958年
- 『大いなる神秘 王城の掟』 Der Tiger von Eschnapur : 1958年
- 『カチューシャ物語』 Anferstehuug : 監督ロルフ・ハンゼン、1958年
- 『南極地域観測隊第一回越冬の記録 十一人の越冬隊』 : 1958年
- 『オーロラの彼方に』 Laila : 監督ロルフ・フスベルク、1958年
- 『裸の大陸』 Hito Hito : 1958年
- 『暴れ者』 Kiss the Blood Off My Hands : 監督ノーマン・フォスター、1948年 - 共同配給リパブリック
- 『白昼の市街戦 暴力への回答』 Answer to Violence : 1958年
- 『拳銃が支配する』 Man or Gun : 監督アルバート・C・ガナウェイ、1958年 - 共同配給リパブリック
- 『私刑街』 The Big Operator : 1959年
- 『灰とダイヤモンド』 Ashes and Diamonds Popiot I Diament : 監督アンジェイ・ワイダ、1959年
- 『狂っちゃいねえぜ』 Wild for Kicks Beat Girl : 1959年
- 『やるか、くたばるか』 Marche ou Creve : 監督ジョルジュ・ロートネル、1959年
- 『壮烈第六軍! 最後の戦線』 Inferno : 1959年

### 1960年代
- 『ラインの仮橋』 Le Passage du Rhin : 監督アンドレ・カイヤット、1960年
- 『鉄十字軍』 Krzyzacy : 監督アレクサンドル・フォルド、1960年
- 『艶ほくろ』 L'Affaire d'une Nuit : 監督アンリ・ヴェルヌイユ、1960年
- 『バレン』 The Savage Innocents : 監督ニコラス・レイ、1960年
- 『危険な階段』 Les Scelerats : 監督ロベール・オッセン、1960年
- 『牝牛と兵隊』 La Vache et le Prisonnier : 監督アンリ・ヴェルヌイユ、1960年
- 『不沈母艦サラトガ』 Battle Station : 監督、1960年 - 共同配給ヘラルド映画
- 『熱風』 Os Bandeirantes : 監督マルセル・カミュ、1960年- 共同配給ヘラルド映画

## 註
1. ↑  『戦後日本のメディア・イベント 1945-1960年』、津金澤聰廣、世界思想社、2002年3月 ISBN 4790709175, 年表。
2. ↑  『日本映画発達史 IV 史上最高の映画時代』、田中純一郎、1976年3月10日 ISBN 4122003156, p.451.